# ОШ „Светозар Марковић Тоза” Нови Сад
ОШ „Светозар Марковић Тоза” једна је од основних школа у Новом Саду. Налази се у улици Јанка Чмелика 89. Назив је добила по Светозару Марковићу Този, комунистичком револуционару, учеснику Народноослободилачке борбе и народном хероју Југославије.

## Историјат
Основна школа „Светозар Марковић Тоза” у Новом Саду је почела са радом у садашњој згради 1976. године, у насељу Детелинара у улици Јанка Чмелика 89. Првобитно је пројектована за шесто ученика, међутим, изградњом насеља број се сваке године повећавао. Током 2011—12. надограђена је и проширена са нових 1600 метара квадратних и тада добија десет нових, модерно опремљених учионица, компјутерску учионицу и мултимедијалну салу. Надоградњом се повећао и капацитет школе, данас броји око 1700 ученика. Добили су највишу оцену Комисије за екстерну евалуацију школа 2015. године, признање „Ђорђе Натошевић” за 2014—15. за постигнуте резултате и иновације у настави, повељу „Капетан Миша Анастасијевић” 2017, златну медаљу Новосадског сајма за успешно образовање ученика 2019. и 2020, плакету „Стјепан Хан” и Октобарску награду Новог Сад. Године 2022. су реализовали пројекат „С природом на ти” и „Андревље”.